# Gauteng
Gauteng (/xaʊˈtɛŋ/ khow-TENG) Dél-Afrika egyik tartománya a  kilenc közül. A név szoto-tswana nyelven azt jelenti, hogy „arany hely”.
Bár Gauteng az ország szárazföldi területének mindössze 1,5%-át teszi ki, lakossága több mint egynegyedének ad otthont. Az erősen urbanizált tartományban található az ország legnépesebb városa, Johannesburg, amely egyben a világ egyik legnagyobb városa is. Itt helyezkedik még el egy másik jelentőségteljes város is, Pretoria.
Gauteng népességét egy 2021-es cenzus szerint 15 millió főre becsülik.

## Nevének eredete
Gauteng neve cvána nyelven: Gauteng; északi és déli szotó: Gauteng; zulu nyelven: eGoli; conga: Gauteng/eXilungwini; ndebele, xhosza: iRhawuti. Az eredeti, szotó-cvána nyelven azt jelenti: „arany hely”.

## Közélete
Gautenget a Gauteng Tartományi Törvényhozás (GPL) irányítja, egy 73 fős egykamarás gyűlés, amelybe pártlistás arányos képviselettel választanak meg képviselőket. A törvényhozás megválasztja a GPL egyik tagját a régió premierévé (David Makhura). A tartományi kormány felelős a nemzeti alkotmányban a számukra megjelölt feladatok elvégzésével, mint például az alapoktatás, az egészségügy, a lakhatás, a szociális szolgáltatások, a mezőgazdaság és a környezetvédelemmel kapcsolatos ügyek igazgatása.
A tartományi törvényhozás legutóbbi választását 2019. május 8-án tartották, és az Afrikai Nemzeti Kongresszus (ANC) a szavazatok 50,19%-ával és 37 képviselői hellyel, többséget szerzett a törvényhozásban. A hivatalos ellenzék a Demokrata Szövetség, amely a szavazatok 27,45%-át és 20 mandátumot szerzett. További képviselt pártok a Gazdasági Szabadságharcosok tizenegy és a Szabadságfront Plusz három mandátummal képviselteti magát. Továbbá az Inkatha Szabadságpárt és az Afrikai Kereszténydemokrata Párt egy-egy mandátummal rendelkezik. David Makhurát, az ANC regionális vezetőjét 2019. május 22-én, az általános választások utáni első ülésén újraválasztották premiernek.
A dél-afrikai legfelsőbb bíróság Gauteng osztályának székhelye Pretoriában és Johannesburgban található, ami a tartomány felett az általános joghatósággal rendelkező legfelsőbb bíróság. Johannesburgban továbbá megtalálható az Alkotmánybíróság, Dél-Afrika legfelsőbb bírósága, valamint a Munkaügyi Bíróság és a Munkaügyi Fellebbezési Bíróság egy fiókja is.

## Fordítás
- Ez a szócikk részben vagy egészben  a   Gauteng című angol Wikipédia-szócikk ezen változatának fordításán alapul.  Az eredeti cikk szerkesztőit annak laptörténete sorolja fel. Ez a jelzés csupán a megfogalmazás eredetét és a szerzői jogokat jelzi, nem szolgál a cikkben szereplő információk forrásmegjelöléseként.